# Guillaume de Trie
Guillaume de Trie (?-28 septembre 1331) est une personnalité ecclésiastique française du XIVe siècle. 

## Biographie

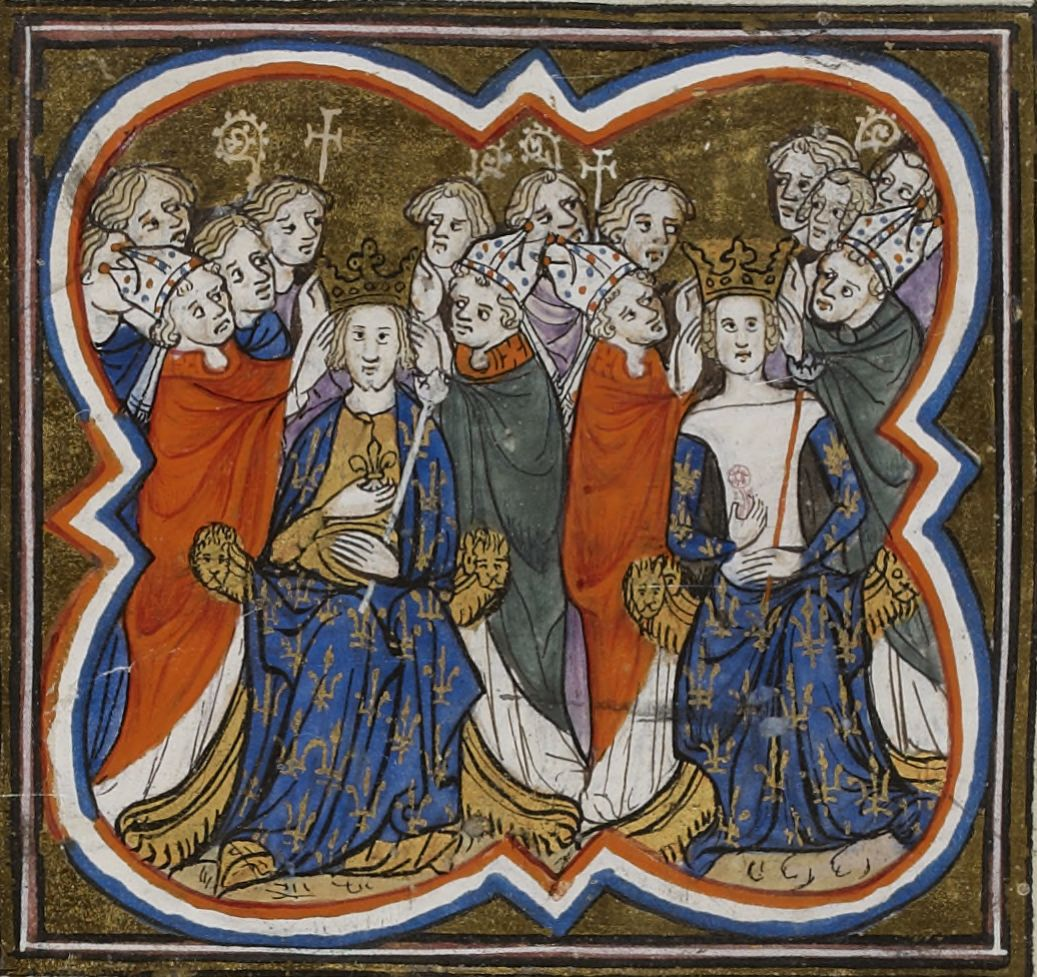
Couronnement de Philippe VI de Valois et de Jeanne de Bourgogne à Reims le 29 mai 1328 par Guillaume de Trie (enluminure tirée d'un manuscrit des Grandes Chroniques de France, XIVe siècle)

Second fils de Renaud de Trie seigneur de Vaumain et Fontenay et de Jeanne de Hodenc, Guillaume de Trie fut évêque de Bayeux (1313-1324) et archevêque de Reims (1324-1331), gouverneur et précepteur de Philippe de Valois.
Il a sacré le premier roi de la dynastie des Valois, Philippe VI de Valois, à Reims le 29 mai 1328.
Il meurt le 28 septembre 1334 et lègue l'ensemble de ses biens à son frère aîné Mathieu III de Trie.